# Fort Colville

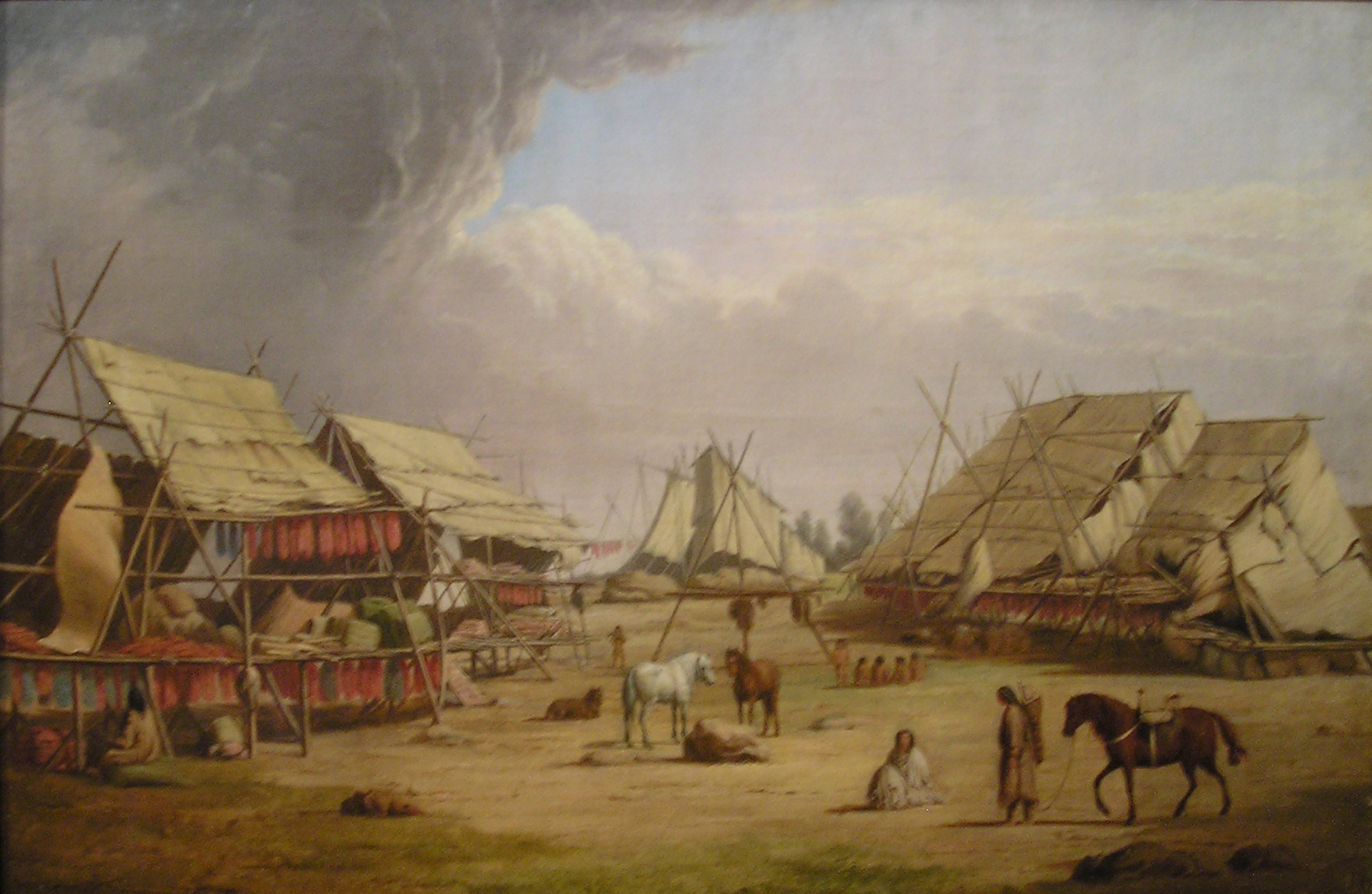
Dílo Paula Kana zobrazující indiánský tábor ve Fort Colville.

Fort Colville bylo obchodní středisko postavené Společností Hudsonova zálivu u Kettle Falls na řece Columbii, jen několik kilometrů západně od nynější obce Colville, v americkém státě Washington. Společnost jej postavila roku 1825 jako náhradu za do té doby regionální obchodní středisko Spokane House, které se nacházelo příliš daleko od řeky Columbie. Své jméno získalo po Andrewu Colvillovi, londýnskému guvernérovi Společnosti, a bylo částí Columbijského okrsku teritoria patřícího Společnosti. Také se jednalo o důležitou zastávku na trase York Factory Express spojující Fort Vancouver a York Factory na Hudsonově zálivu. Fort Colville bylo druhé nejdůležitější středisko Společnosti v oblasti, právě po Fort Vancouveru.
V době stavby bylo Oregonské teritorium pod vzájemnou okupací Spojených států a Spojeného království, jak bylo dohodnuto na Smlouvě roku 1818. Oregonská dohoda z roku 1846 pak ukončila období vzájemné nadvlády a určila hranici mezi dvěma koloniemi na 49. rovnoběžku, což položilo Oregon pod vládu USA. Společnost byla přinucena založit severně od hranic Fort Shepherd, jako opěrný bod na britském území, přestože provoz Fort Colville pokračoval ještě několik let. Při zlatých horečkách, které na západě kontinentu vypukly v 50. a 60. letech předminulého století se středisko stalo hornickým a zásobovacím centrem. Nakonec bylo roku 1870 opuštěno, některé budovy vydržely až do požáru roku 1910. V roce 1940 bylo místo, stejně jako Kettle Falls, zaplaveno kvůli výstavbě přehrady Grand Coulee. Na přelomu 60. a 70. let 20. století bylo Rooseveltovo jezero kvůli stavbě třetí elektrárny vypuštěno, a tak mohli na odkrytých místech, kde leželo středisko, pracovat archeologové Washington State University a University of Idaho.
Přestože je místo střediska zaplaveno již zmíněným jezerem, bylo roku 1974 zapsáno na Národní rejstřík historických míst.